# Un début dans la vie
Un début dans la vie (Um começo de vida) é uma romance francês de Honoré de Balzac, aparecido em folhetim na revista La Législature sob o título de Le Danger des mystifications (O perigo das mistificações) em 1842; depois em 1845, na segunda edição Furne de La comédie humaine, classificado nas Cenas da vida privada.
Nele encontramos Joseph Bridau (José Bridau na edição brasileira), o pintor de La Rabouilleuse, discípulo de Hippolyte (Hipólito) Schinner (outro artista-pintor memorável, personagem de La Bourse). Nesta curta narrativa em três partes, o personagem principal é um adolescente, Oscar, que tem vergonha de sua pobreza, e também de sua mãe. Ele está na idade em que se sonha “fazer carreira”. Balzac mantém com talento o suspense em um estilo vivo que parece um desafio às ressalvas que se poderiam fazer às suas descrições intermináveis.
O ponto de partida do romance é um texto escrito por sua irmã Laure Surville, publicado sob a assinatura de Laure em 1854, Voyage en coucou (Viagem em diligência). Balzac modificou esse conto, transformando-o em um estudo mais aprofundado.
Balzac escreveu esse romance ao longo de uma de suas numerosas visita a L’Isle-Adam, onde ele foi hóspede do prefeito da cidade, Louis-Phillippe de Villers-la-Faye, de 1817 a 1822.

## Tema
Dentro da diligência do pai Pierrotin, a caminho de L’Isle-Adam, o senhor de Sérisy, senador, viaja incógnito. Dentro dessa mesma carruagem, onde cada ocupante tenta se exibir, se encontra igualmente o jovem Oscar Husson, com fama de “inútil”, cuja mãe o recomendou à bondade do senhor Moreau, administrador do domínio de Sérizy situado em Presles. Como cada personagem se gaba de ser mais importante do que é, Oscar se crê obrigado a juntar-se ao coro das bravatas e simula conhecer o senhor de Sérizy, do qual ele faz uma descrição pelo menos fantástica. O ministro estaria sofrendo de uma doença e sua esposa, a condessa de Sérizy, por este motivo, o abandonaria. Muito irritado com essas fofocas, o ministro fará de tudo para impedir o jovem de fazer carreira. Oscar confronta-se, então, com seu primeiro fracasso, enquanto que Sérizy mostra seu luxo e seu esplendor.
A mãe de Oscar, acabando de perder um dos melhores apoios para seu filho, envia o jovem a um notário onde ele é contratado graças à ação de um de seus tios e do ex-administrador do conde de Sérisy. O futuro parece radiante para o jovem que se encontra em um escritório onde se formam os melhores da profissão. Mas novamente Oscar cai em erro. Tendo seu patrão lhe confiado uma soma vultosa para remeter ao tribunal, o jovem joga e perde o dinheiro. Oscar não tem mais escolha de agora em diante: ele entra para o exército e se torna um herói da conquista da Argélia, conquistando assim a recompensa e estima de personagens importantes.